# Leonardville
Leonardville – miasto w Stanach Zjednoczonych, w stanie Kansas, w hrabstwie Riley.